# Sablé-sur-Sarthe, Sarthe (documentaire)
Pour plus de détails, voir Fiche technique et Distribution.
Sablé-sur-Sarthe, Sarthe est un documentaire français réalisé par Paul Otchakovsky-Laurens. D'abord diffusé dans plusieurs festivals, puis présenté à la bibliothèque nationale de France en 2007 dans le cadre du « mois du film documentaire », le film sort en salles en 2009.

## Synopsis
Paul Otchakovsky-Laurens revient sur le lieu de son enfance, Sablé-sur-Sarthe, et propose un documentaire qui mêle récit de souvenirs personnels et enquête sur le devenir d'une province.
En 1946, alors âgé d'un an, à la suite de la mort de son père décédé d'une crise cardiaque, il arrive à Sablé-sur-Sarthe avec son frère aîné et sa mère, et trouve refuge chez une cousine de cette dernière, Berthe. En 1948, sa mère est à son tour atteinte par la tuberculose. Elle part pour le sanatorium en emmenant avec elle son fils aîné, qui sera placé dans un orphelinat de Haute-Savoie. Et elle laisse le cadet à Sablé où, par jugement du tribunal, il est adopté par Berthe. Le réalisateur développe alors une confession, car c'est dans cette ville, écrit le critique Jérôme Garcin, qu'« il a été heureux et malheureux, qu'il a perdu son innocence, qu'il a été abusé et trahi, qu'il a eu l'abominable sentiment de se comporter un jour “comme une petite pute, une petite vierge”. C'est à Sablé qu'il a également été sauvé, car, dit-il, “je ne veux pas être ingrat” ».
Les écrivaines Marie Chaix et Camille Laurens prêtent respectivement leur voix aux mères adoptive et biologique de Paul, représenté ici par une marionnette réalisée par Gisèle Vienne.

## Fiche technique
- Réalisation : Paul Otchakovsky-Laurens
- Production : L'Arsenal et Flight Movie
- Intervenants, voix : Marie Chaix, Jean-Paul Hirsch, Anne Devauchelle et Camille Laurens.
- Pays :  France
- Image : Emmelene Landon
- Musique : Benoît Delbecq
- Montage : Paul Otchakovsky-Laurens
- Durée : 95 min